# 난탈리

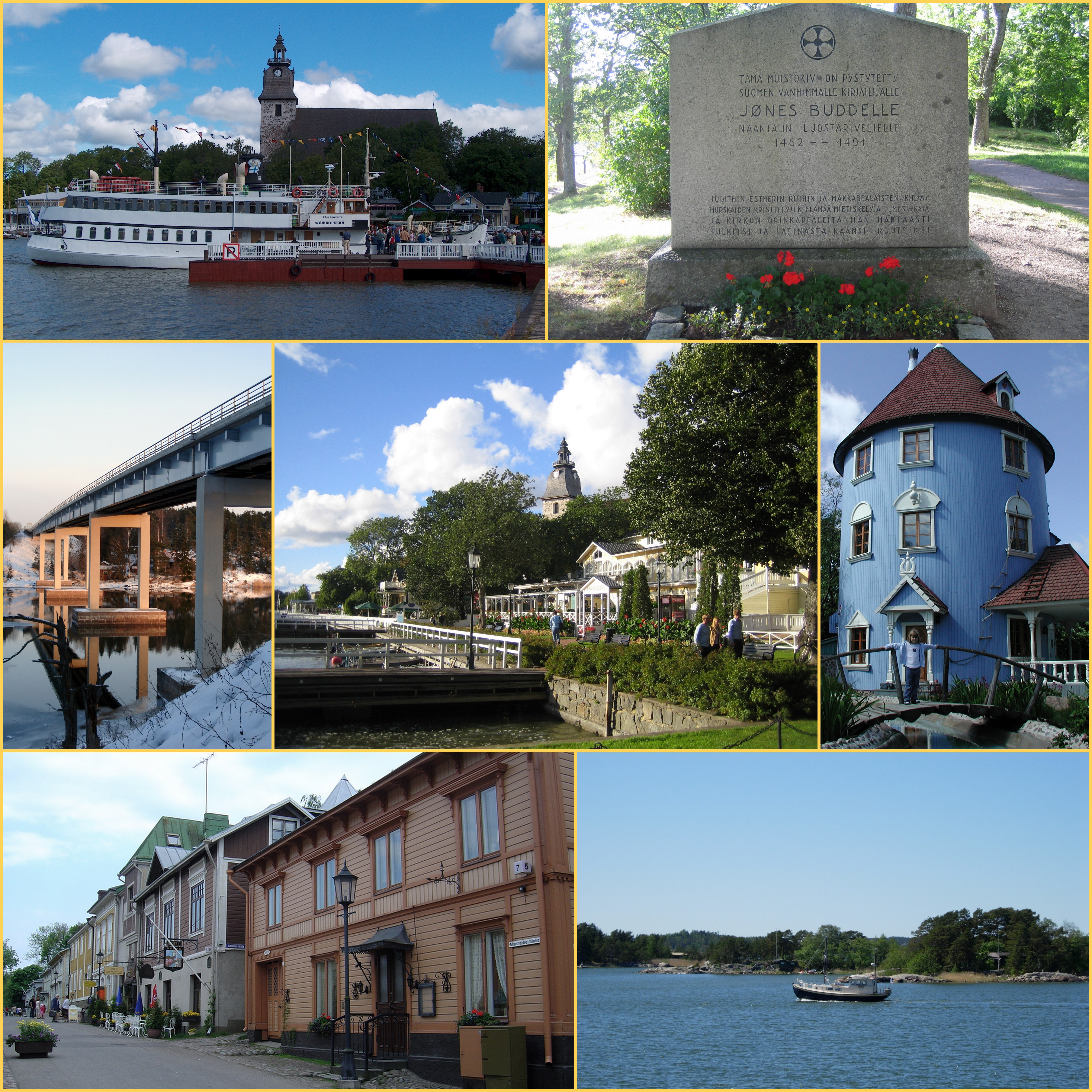
난탈리

난탈리(핀란드어: Naantali, 스웨덴어: Nådendal)는 핀란드 남서부에 위치한 도시이다. 인구는 18,834명(2013년 2월 28일 기준), 면적은 688.01 km2이다.

## 개요
행정 구역상으로는 남서수오미 지역에 속하며 투르쿠에서 서쪽으로 14 km 정도 떨어진 곳에 위치한다. 무민 월드로 유명한 곳이다.

시 문장

## 같이 보기
- 탐미사리